# Triple saut masculin aux Jeux olympiques d'été de 1988
Navigation
Los Angeles 1984 Barcelone 1992
L'épreuve du triple saut masculin aux Jeux olympiques de 1988 s'est déroulée les 23 et 24 septembre 1988 au Stade olympique de Séoul, en Corée du Sud. Elle est remportée par le Bulgare Khristo Markov.

## Résultats

### Finale
| Rang               | Athlète             | Pays             | Essais | Essais | Essais | Essais | Essais | Essais | Marque  | Note |
| Rang               | Athlète             | Pays             | 1      | 2      | 3      | 4      | 5      | 6      | Marque  | Note |
| ------------------ | ------------------- | ---------------- | ------ | ------ | ------ | ------ | ------ | ------ | ------- | ---- |
| Médaille d'or      | Khristo Markov      | Bulgarie         | 17.61  | X      | 15.71  | 17.54  | X      | 17.10  | 17.61 m | OR   |
| Médaille d'argent  | Ihar Lapchyne       | Union soviétique | 16.75  | 17.09  | X      | X      | X      | 17.52  | 17.52 m |      |
| Médaille de bronze | Aleksandr Kovalenko | Union soviétique | 17.42  | 17.40  | X      | X      | —      | X      | 17.42 m |      |
| 4                  | Oleg Protsenko      | Union soviétique | 17.38  | X      | X      | 17.31  | X      | 16.61  | 17.38 m |      |
| 5                  | Charles Simpkins    | États-Unis       | 16.62  | X      | X      | —      | X      | 17.29  | 17.29 m |      |
| 6                  | Willie Banks        | États-Unis       | X      | 17.03  | 16.90  | —      | 16.86  | X      | 17.03 m |      |
| 7                  | Ivan Slanař         | Tchécoslovaquie  | 16.58  | 16.75  | 16.59  | X      | X      | 16.24  | 16.75 m |      |
| 8                  | Jacek Pastusiński   | Pologne          | 16.72  | X      | X      | X      | 16.50  | 16.56  | 16.72 m |      |
| 9                  | Joseph Taiwo        | Nigeria          | X      | 16.46  | 16.27  |        |        |        | 16.46 m |      |
| 10                 | Norbert Elliott     | Bahamas          | 16.19  | X      | 16.08  |        |        |        | 16.19 m |      |
| 11                 | Didier Falise       | Belgique         | 16.06  | X      | 16.17  |        |        |        | 16.17 m |      |
| 12                 | Norifumi Yamashita  | Japon            | 15.62  | X      | X      |        |        |        | 15.62 m |      |

## Légende
Records et Performances
- AR : Record continental (area record)
- CR : Record des championnats (championship record)
- MR : Record du meeting (meet record)
- NR : Record national (national record)
- OR : Record olympique (olympic record)
- PR : Record paralympique (paralympic record)
- PB : Record personnel (personal best)
- SB : Meilleure performance personnelle de la saison (season's best)
- WL : Meilleure performance mondiale de l'année (world leader)
- WJR : Record du monde junior (world junior record)
- WR : Record du monde (world record)

Circonstances et Conditions
- DNF : N'a pas terminé (did not finish)
- DNS : N'a pas pris le départ (did not start)
- DQ : Disqualification (disqualification)
- NM : Aucun essai valable enregistré (No Mark)
- Q : Qualifié « directement » au prochain tour (ou à la prochaine compétition), lors d'une compétition majeure, grâce au classement ou à la réalisation des minima (automatic qualifier)
- q : Qualifié au prochain tour (ou à la prochaine compétition), lors d'une compétition majeure, grâce au repêchage ou à la réalisation de l'une des meilleures performances parmi celles des « non qualifiés directement » (grâce au meilleur temps ou à la meilleure distance par exemple) (secondary qualifier)